# Округ Стори (Невада)
Стори (енгл. Storey County) је округ у америчкој савезној држави Невада.

## Демографија
По попису из 2010. године број становника је 4.010, што је 611 (18,0%) становника више него 2000. године.
| Група             | 2000.         | 2010.         |
| Белци             | 3.058 (90,0%) | 3.532 (88,1%) |
| Афроамериканци    | 10 (0,3%)     | 40 (1,0%)     |
| Азијати           | 34 (1,0%)     | 66 (1,6%)     |
| Хиспаноамериканци | 174 (5,1%)    | 228 (5,7%)    |
| Укупно            | 3.399         | 4.010         |